# Gavin Thredgold
Gavin Thredgold (* 6. Oktober 1961) ist ein ehemaliger australischer Steuermann im Rudern. 1984 gewann er mit dem australischen Achter eine olympische Bronzemedaille.

## Sportliche Karriere
Der 1,63 Meter große Gavin Thredgold steuerte 1983 den australischen Achter. Der Achter ruderte in der Besetzung Samuel Patten, Bruce Keynes, Ian Edmunds, David Doyle, James Battersby, Timothy Willoughby, Ion Popa, John Quigley und Gavin Thredgold und gewann bei den Weltmeisterschaften in Duisburg die Bronzemedaille hinter den Booten aus Neuseeland und aus der DDR.
1984 bei den Olympischen Spielen in Los Angeles trat der australische Achter mit Craig Muller, Clyde Hefer, Samuel Patten, Timothy Willoughby, Ian Edmunds, James Battersby, Ion Popa, Stephen Evans und Gavin Thredgold an und gewann Bronze hinter den Booten aus Kanada und aus den Vereinigten Staaten.